# Tell al-Ghir
Tal Agher (tiếng Ả Rập: تل أغر) là một ngôi làng Syria nằm ở phó huyện Sabburah thuộc huyện Salamiyah, Hama. Theo Cục Thống kê Trung ương Syria (CBS), Tal Agher có dân số 679 người trong cuộc điều tra dân số năm 2004.